# خلل القياس العيني
خلل القياس العيني أو عسر القياس العيني (بالإنجليزية: Ocular dysmetria)‏ هو شكل من أشكال خلل القياس والذي يتضمن بَريقًا ثابتًا كثير أو قليل في العينين عند مُحاولة تركيز التحديق (الحملقة) على شيءٍ ما.
يُشير خلل القياس العيني إلى آفات في المخيخ، وهي منطقة الدماغ المسؤولة عن تنسيق الحَركة، وهو أحد الأعراض المُوجودة في أكثر من مرضٍ عصبي مثل التصلب المتعدد. يُمكن أن يُسبب خلل القياس العيني أعراضًا مُشابهة لداء الحركة.